# Amo del mundo (película de 1934)
El amo del mundo ( en alemán: Der Herr der Welt   ) es una película alemana de ciencia ficción realizada en 1934 (estrenada en Estados Unidos en 1935). Sus temas son el reemplazo ético del trabajo humano por robots y la amenaza a la humanidad por los robots utilizados como máquinas de guerra. Fue dirigida por Harry Piel y realizada por la producción de Ariel.

## Sinopsis
Wolf, como el asistente medio loco del Dr. Heller, un inventor de robots, asesina a su maestro e intenta dominar el mundo con sus robots equipados con rayos de la muerte . Luego procede a prestar robots industriales en todo el mundo por tarifas altas. "Baumann", un ingeniero de minas y amigo del Dr. Heller, luego visita a Wolf en su laboratorio atrincherado de la compañía de Heller y se entera de su plan. Habiendo sido testigo de la desesperación de sus compañeros de trabajo que perdieron sus trabajos debido a que fueron reemplazados por robots, le explica a Wolf que la gente se rebelará cuando pierdan sus trabajos en masa. Wolf, sin embargo, quiere aplastar cualquier revuelta usando sus máquinas de guerra y alcanzar la dominación mundial. Luego, Baumann y la viuda del Dr. Heller le impiden alcanzar este objetivo, ya que su propio invento lo mata. En el final feliz de la película, Baumann se da cuenta de la visión del Dr. Heller en la que los robots mejoran la vida de todos y se utilizan para realizar trabajos "peligrosos, insalubres e intelectualmente sofocantes". Los trabajadores reemplazados por los robots no pierden sus trabajos, sino que se emplean en otras áreas, como el mantenimiento de los robots. Preservar los puestos de trabajo de los trabajadores también se convierte en una condición para los clientes de los robots de la empresa y así los humanos son liberados para una vida más digna y humana.

## Elenco
- Walter Janssen como el Dr. Heller
- Sybille Schmitz como Vilma, seine Frau
- Walter Franck como Prof. Lobo
- Aribert Wäscher como Ehrenberg, Geheimrat (consejo privado)
- Siegfried Schürenberg como Werner Baumann
- Willi Schur como Karl Schumacher, Steiger
- Gustav Puttjer como Becker, Bergmann
- Klaus Pohl como Stöppke, Bergmann
- Oskar Höcker como Luppe, Bergmann
- Max Gülstorff como Neumeier, Berginspektor
- Otto Wernicke como Wolter, Oberingenieur
- Hans Hermann Schaufuß como Fischer, Bürodirektor